# John Archibald
Pour les articles homonymes, voir Archibald.
John Archibald (né le 14 novembre 1990 à Glasgow en Écosse) est un coureur cycliste britannique. Il participe à des compétitions sur route et sur piste.

## Biographie
John Archibald se tourne tardivement vers le cyclisme, après avoir pratiqué la natation entre l'âge de 11 et 21 ans, avec de bonnes performances au niveau national. Il vient d'une famille passionnée de cyclisme. Son père l'a amené au cyclisme, sa sœur Katie, également ancienne nageuse et cycliste, a notamment obtenu un titre olympique sur piste avec l'équipe britannique. À partir de 2012, il commence à pratiquer régulièrement le cyclisme, lorsqu'il va travailler à vélo dans l'entreprise familiale de literie.
En 2016, il remporte le championnat régional d'Écosse des 25 miles, titre qu'il conserve durant la saison 2017 en établissant un nouveau record régional, en 47 min 57. Toujours sur cette distance, il termine quatrième des championnats de Grande-Bretagne, à douze secondes du podium. Il établit également un nouveau record écossais dans le 10 miles, en 18 min 38 s. Lors du Tour of the North, il domine la concurrence en s'adjugeant les trois premières étapes ainsi que le classement général de l'épreuve, avec plus de trois minutes d'avance sur son second.
En début d'année 2018, il rejoint l'équipe sur piste Huub-Wattbike et se présente au départ des championnats de Grande-Bretagne de cyclisme sur piste. Il y crée la surprise en décrochant le titre national dans la discipline de la course aux points,. En avril, il participe à la poursuite individuelle des Jeux du Commonwealth. Il atteint la finale, où il remporte la médaille d'argent,. Avec Daniel Bigham, Ashton Lambie et Jonathan Wale, il remporte la poursuite par équipes lors de la quatrième manche de la Coupe du monde à Londres. Sur route, il termine quatrième du championnat de Grande-Bretagne du contre-la-montre. Le 19 décembre 2018, lors du Swiss Track Cycling Challenge à Granges en Suisse, il bat le record d'Europe de poursuite individuelle sur 4 000 mètres détenu depuis 1996 par Chris Boardman. Archibald  réalise 4 minutes 10,177 secondes, contre 4 minutes 11,114 secondes pour le précédent record.
En janvier 2019, il devient double champion de Grande-Bretagne sur piste en poursuite individuelle et par équipes. En qualification de la poursuite individuelle, il réalise un temps de 4 minutes 9,584 secondes, soit le deuxième temps le plus rapide jamais réalisé dans cette discipline sur 4000 mètres et un nouveau record d'Europe. Il est donc environ deux secondes moins rapide que le détenteur du record du monde Ashton Lambie (4 minutes 7,251 secondes). Cependant, Lambie avait réalisé son record aux Championnats panaméricains à Aguascalientes, au Mexique, à une altitude de plus de 1 800 mètres, tandis qu'Archibald a couru à Manchester au niveau de la mer.

## Palmarès sur route

### Par année
- 2017
  - Tour of the North :
    - Classement général
    - 1re, 2e (contre-la-montre) et 3e étapes
- 2019
  -  Médaillé de bronze du championnat du monde du contre-la-montre par équipes en relais mixte

### Classements mondiaux
| Année           | 2018   |
| --------------- | ------ |
| UCI Europe Tour | 1 303e |

## Palmarès sur piste

### Championnats du monde
- Pruszków 2019
  - 7e de la poursuite individuelle

### Coupe du monde
- 2018-2019
  - 1er de la poursuite par équipes à Londres (avec Daniel Bigham, Ashton Lambie et Jonathan Wale)
  - 2e de la poursuite par équipes à Milton
- 2019-2020
  - 2e de la poursuite à Minsk

### Jeux du Commonwealth
| Édition / Épreuve | Poursuite individuelle | Scratch |
| Gold Coast 2018   | Argent                 |         |
| Birmingham 2022   |                        | Argent  |

### Championnats nationaux
- 2018
  -  Champion de Grande-Bretagne de course aux points
  - 3e du championnat de Grande-Bretagne de poursuite par équipes
- 2019
  -  Champion de Grande-Bretagne de poursuite individuelle
  -  Champion de Grande-Bretagne de poursuite par équipes (avec Daniel Bigham, Charlie Tanfield et Jonathan Wale)
- 2020
  -  Champion de Grande-Bretagne de poursuite individuelle
  -  Champion de Grande-Bretagne de poursuite par équipes (avec Daniel Bigham, Jonathan Wale, William Perrett et Kyle Gordon)
- 2022
  - 3e du championnat de Grande-Bretagne de course aux points